# 엠블렘사가
엠블렘사가는 쿠펑 스튜디오에서 개발하고 엠게임에서 서비스하는 대한민국의 MMORPG 게임이다.

## 캐치프레이즈
내 안의 잠든 영웅을 깨워라!

## 역사
- 2013년 3월 : FGT 테스트 실시
- 2013년 7월 : 1차 CBT 테스트 실시